# Ángel López
Ángel Domingo López Ruano, genannt Ángel López (* 10. März 1981 in Las Palmas de Gran Canaria, Spanien) ist ein spanischer Fußballspieler.

## Spielerkarriere

### Biographie
Ángel López spielte von 2000 bis Januar 2003 für UD Las Palmas, den größten Verein seiner Heimatstadt, nachdem er zuvor im B-Team der Kanarier aktiv war. Anschließend wechselte er zum galicischen Erstligisten Celta Vigo, bei dem er sich einen Namen als rechter Verteidiger bzw. Mittelfeldspieler machen konnte. Mit Celta spielte er sowohl im UEFA Cup als auch in der UEFA Champions League. Nach dem Abstieg von Celta in die Segunda División während der Saison 2006/07 weigerte er sich eine Klasse tiefer zu spielen. Aus diesem Grund wechselte er zum FC Villarreal. Nach Ablauf seines dortigen Vertrages ging er 2012 zu Betis Sevilla.

### Nationalmannschaft
Sein Nationalmannschaftsdebüt gab Ángel López am 15. November 2006 in einem Freundschaftsspiel gegen Rumänien.